# Ogród Bernardynów we Lwowie
Ogród Bernardynów – skwer we Lwowie przy ulicy Wałowej 18a, na Starym Mieście. 
Znajduje się obok lwowskiego klasztoru bernardynów, dawniej był ogrodem klasztornym i jedynym terenem zielonym na obszarze ograniczonym murami miejskimi. Ogród Bernardynów znajduje się na obszarze uznanym za dziedzictwo światowe i objętym ochroną UNESCO. Od 2000 organizowane są tu imprezy i festiwale o charakterze kulturalnym m.in.: 
- "Lwów – stolica rzemiosł" – festiwal rękodzieła i sztuki ludowej organizowany podczas Dni Lwowa, przed Wielkanocą i przed Bożym Narodzeniem;
- "Bernardengarten" – międzynarodowy festiwal sztuki monumentalnej;
- "Kinolew" – festiwal filmów krótkometrażowych, organizowany pod koniec sierpnia;
- "Festiwal Rzeźby Lodowej" – organizowany w drugiej połowie grudnia.

W 2006 podczas święta 750-lecia Lwowa Ogród Bernardynów był jednym z głównych miejsc obchodów. Na skwerze znajduje się wejście do znajdującej się w piwnicy klasztoru galerii sztuki "Muzeum Idei". 